# Richard Gscheidlen
Richard Gscheidlen (* 26. Februar 1842 in Augsburg; † 5. März 1889 in Breslau) war ein deutscher Physiologe und Hochschullehrer.

## Familie
Gscheidlen war ein Sohn des Augsburger Großkaufmanns Friedrich Gscheidlen und seiner Frau Regine, geb. Walch. Er blieb unverheiratet.

## Leben
Nach dem Besuch des St.-Anna-Gymnasiums seiner Heimatstadt Augsburg studierte Richard Gscheidlen an den Universitäten München und Würzburg Medizin. 1863 wurde er Mitglied des Corps Franconia München. 1865 wurde er Assistent am von Albert von Bezold geleiteten Physiologischen Institut der Universität Würzburg. Am Deutschen Krieg nahm er als Assistenzarzt in der Bayerischen Armee teil. 1867 wurde er in Würzburg zum Dr. med. promoviert. Im Herbst 1868 legte er in München das bayerische Staatsexamen ab.
Ende 1868 wurde Gscheidlen Assistent im chemischen Laboratorium der medizinischen Klinik in Breslau. 1869 wurde er erster Assistent am physiologischen Institut von Rudolf Heidenhain. 1871 habilitierte er sich in der medizinischen Fakultät für Physiologie. 1875 wurde er zum außerordentlicher Professor für Physiologie der Universität Breslau berufen. 1881 wurde er Direktor des Breslauer Gesundheitsamtes. Ab 1879 war er Herausgeber der Breslauer ärztlichen Zeitschrift.

## Schriften
- Physiologischen Untersuchungen aus dem Laboratorium in Würzburg, 2. Band, 1868
- Über den Ursprung des Harnstoffs im Thierkörper, 1871
- Physiologischen Methodik (erste Lieferung), 1875
- Mittheilungen zweier einfachen Methoden, den Zuckergehalt der Milch zu bestimmen, 1878
- Beiträge zur Kenntniss der physiologischen Wirkungen der Kronenquellen zu Ober-Salzbrunn, 1883